# James Hedderwick
James Hedderwick, né le 18 janvier 1814 à Govan et mort le 1er décembre 1897 à Helensburgh, est un poète, journaliste et propriétaire de journal écossais. Il est notamment connu pour avoir fondé à Glasgow le quotidien du matin The Glasgow Citzen en 1842, devenu journal du soir en 1864.

## Biographie

### Enfance et formation
Il est le troisième fils de l'imprimeur (dont il porte le prénom) James Hedderwick (mort en 1864) et de Joanna McNeilage. Il grandit à Glasgow, à l'exception d'un bref séjour aux États-Unis où son père était parti à la recherche d'un emploi en 1822. De retour en Écosse, il commence un apprentissage d'imprimeur dans l'entreprise de son père, James Hedderwick & Son, que ce dernier avait fondée en 1823 avec son frère aîné, Robert Hedderwick. Dès son adolescence, James fils rédige des articles pour des journaux et des magazines et décide que sa vocation est d'écrire plutôt que d'imprimer.

### Études à Londres
En 1836, il entame des études littérature anglaise à l'université de Londres. Malgré une première année réussie, où il remporte le premier prix de rhétorique, il quitte l'université et retourne à Glasgow à l'été 1837. C'est là qu'il commence à publier des périodiques, en commençant par la Saltwater Gazette.

### Carrière journalistique
L’année suivante, il obtient également le poste de rédacteur en chef adjoint du Scotsman newspaper à Édimbourg sous la direction de Charles Maclaren, qu'il occupera jusqu'en 1842, date à laquelle il retourne à Glasgow pour fonder le Glasgow Citizen. Il y publie ses propres poèmes, mais aussi d'autres poètes écossais notables de l'époque tels que David Gray, Alexander Smith et William Black. Il est aussi un mécène et un ami de Hugh MacDonald, dont la série de Rambles Round Glasgow est publiée dans le journal.

### LeEvening Citizen
En août 1864, le Citizen adopte la forme d'un journal du soir, l'Evening Citizen, qui devient l'un des quotidiens les plus populaires de son époque. Il annonce l'avènement d'un journalisme bon marché (un demi-penny) à parution tardive en Grande-Bretagne.

### Expansion et autres publications
Fort du succès de l'Evening Citizen, Hedderwick participe à la création d'autres journaux du soir dans d'autres villes britanniques, notamment le London Echo. Un supplément littéraire hebdomadaire, le Glasgow Weekly Citizen voit le jour.

### Distinctions et retraite
En 1878, l'université de Glasgow lui décerne un doctorat honorifique en droit (LLD).

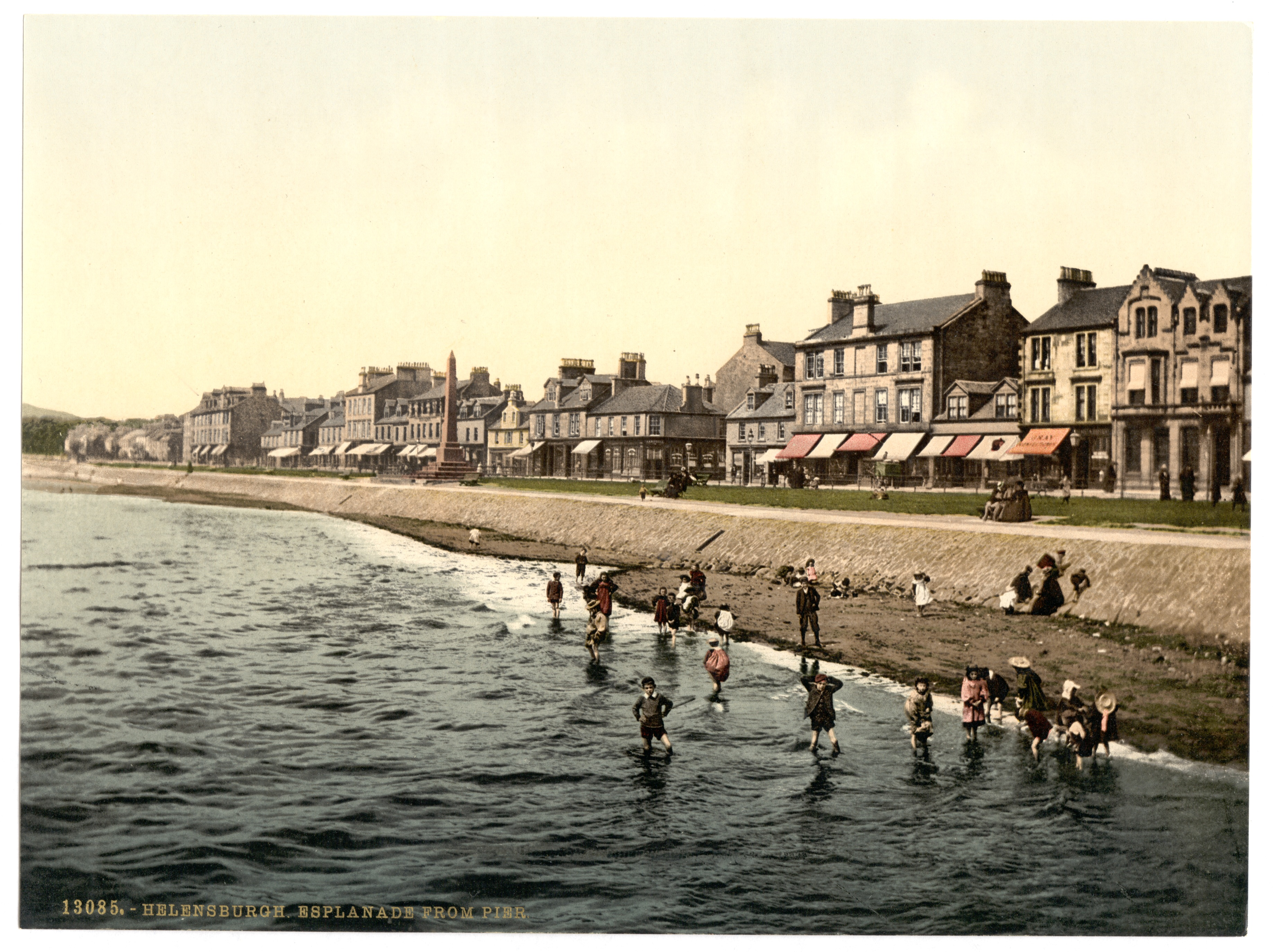
Vue de la plage d'Helensburgh dans les années 1890, vers la fin de la vie d'Hedderwick.

 Il édite les deux journaux jusqu'à sa retraite en 1882, date à laquelle il s'installe à Helensburgh, un village côtier à l'ouest de Glasgow.

### Dernières années et décès
Il meurt d'une attaque cérébrale le 1er décembre 1897 à son domicile de Rocklands à Helensburgh. Il est enterré au cimetière de Sighthill à Glasgow.
Un grand mémorial de James Pittendrigh Macgillivray a été érigé à sa mémoire en 1901, et se trouve sur le mur intérieur nord de la Cathédrale de Glasgow.

## Famille

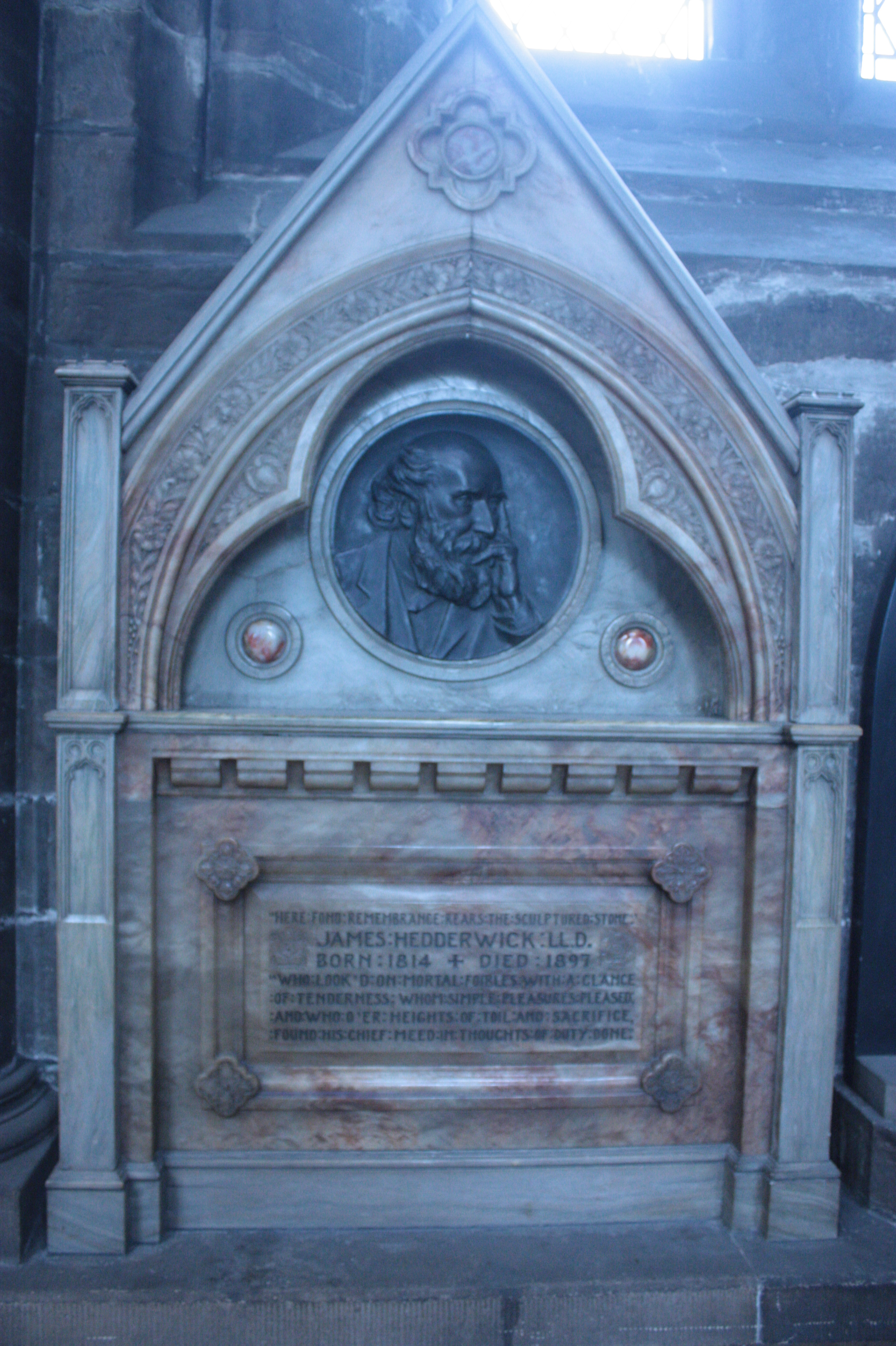
Le Memorial to James Hedderwick, dans la cathédrale de Glasgow.

Le 11 janvier 1846 il épouse Ellen Ness originaire de Leith, le quartier du port d'Edimbourg.
Ils ont ensemble sept enfants, parmi lesquels Thomas Hedderwick qui deviendra avocat et député de la circonscription de Wick Burghs (en) en 1896.
Ellen meurt en 1879 et Hedderwick se remarie alors avec une femme prénommée Margaret (1841-1934), considérablement plus jeune que lui.

## Publications
- (en) The Saltwater Gazette (1837) (co-fondée avec son frère aîné Robert Hedderwick)
- (en) The Glasgow Citizen (1842) (co-fondé avec son frère aîné Robert Hedderwick)
- (en) Poems  (1844)
- (en) Lays of Middle Age and Other Poems (1858)
- (en) Hedderwick’s Miscellany of Instructive and Entertaining Literature (1860-1862) (journal)
- (en) Memoir of David Gray (1862)
- (en) The Glasgow Evening Citizen (à partir de 1864) (journal)
- (en) The Glasgow Evening Citizen (à partir de 1877) (journal)
- (en) The Villa by the Sea and Other Poems (1881)
- (en) Backward Glances (1891) Un hommage aux personnes rencontrées durant sa carrière littéraire[6]

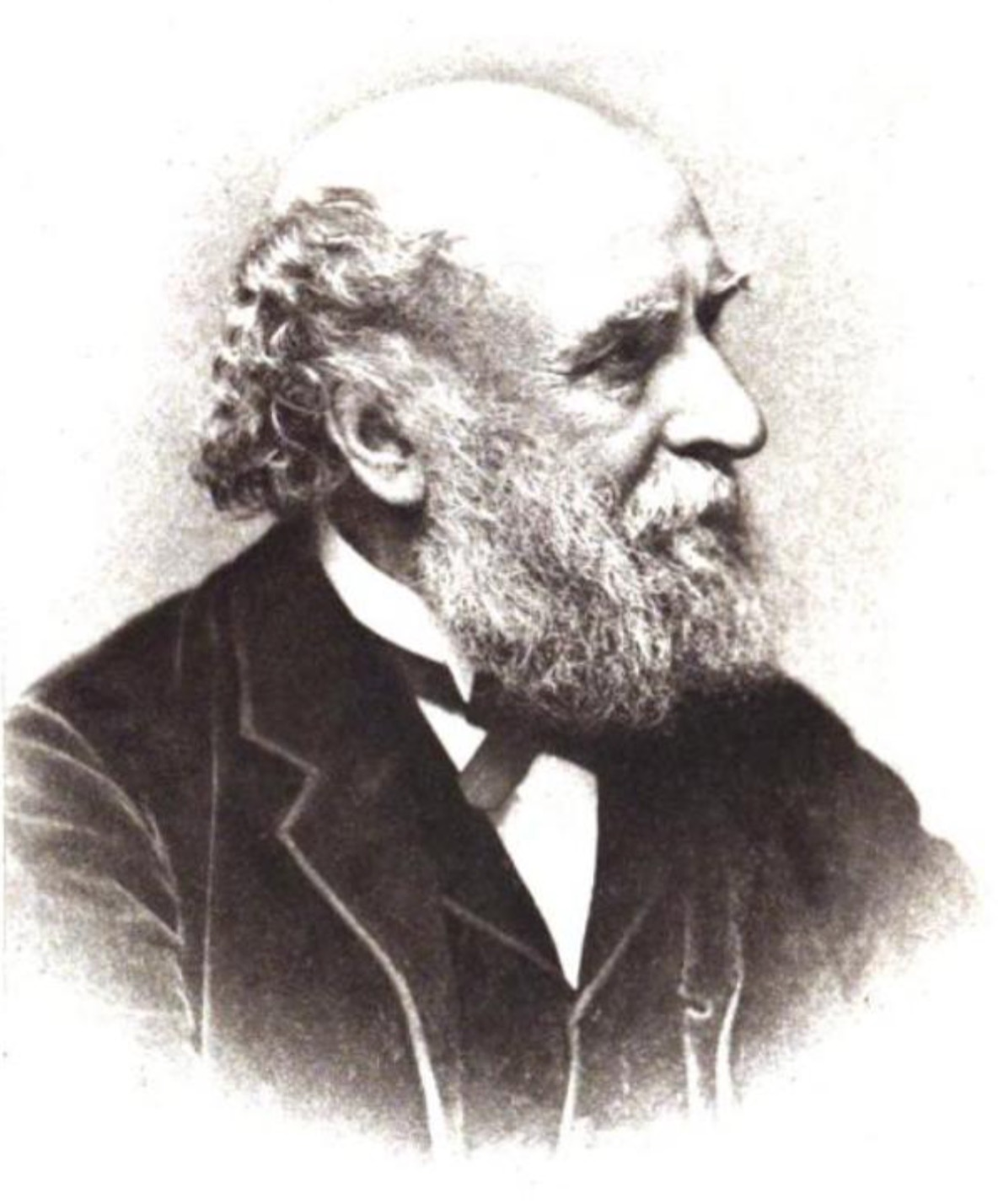
James Hedderwick vers 1890. Gravure illustrant son dernier ouvrage, un livre de souvenirs intitulé Backward Glances